# Mastigoproctus ayalai
Mastigoproctus ayalai är en spindeldjursart som beskrevs av Víquez och Armas 2007. Mastigoproctus ayalai ingår i släktet Mastigoproctus och familjen Thelyphonidae. Inga underarter finns listade i Catalogue of Life.